# واتاگ (تگزاس)
واتاگ، تگزاس(به انگلیسی: Watauga, Texas) شهری در ایالت تگزاس از ایالات جنوبی ایالات متحده آمریکا است. در سرشماری سال ۲۰۰۰، جمعیت این شهر ۲۱۹۰۸ نفر اعلام شد.